# Grundy County (Illinois)
Das Grundy County ist ein County im US-amerikanischen Bundesstaat Illinois. Im Jahr 2010 hatte das County 50.063 Einwohner und eine Bevölkerungsdichte von 46 Einwohnern pro Quadratkilometer. Der Verwaltungssitz (County Seat) ist Morris.
Das Grundy County ist Bestandteil der Metropolregion Chicago.

## Geografie
Das County liegt im mittleren Nordosten von Illinois im südwestlichen Vorortbereich von Chicago. Es hat eine Fläche von 1115 km², wovon 27 km² Wasserfläche sind.
Im Osten des Grundy County münden der Kankakee River und der Des Plaines River zum Illinois River zusammen, der in Ost-West-Richtung das County durchfließt.
An das Grundy County grenzen folgende Nachbarcountys:
|                | Kendall County    |                 |
| LaSalle County |                   | Will County     |
|                | Livingston County | Kankakee County |

## Geschichte

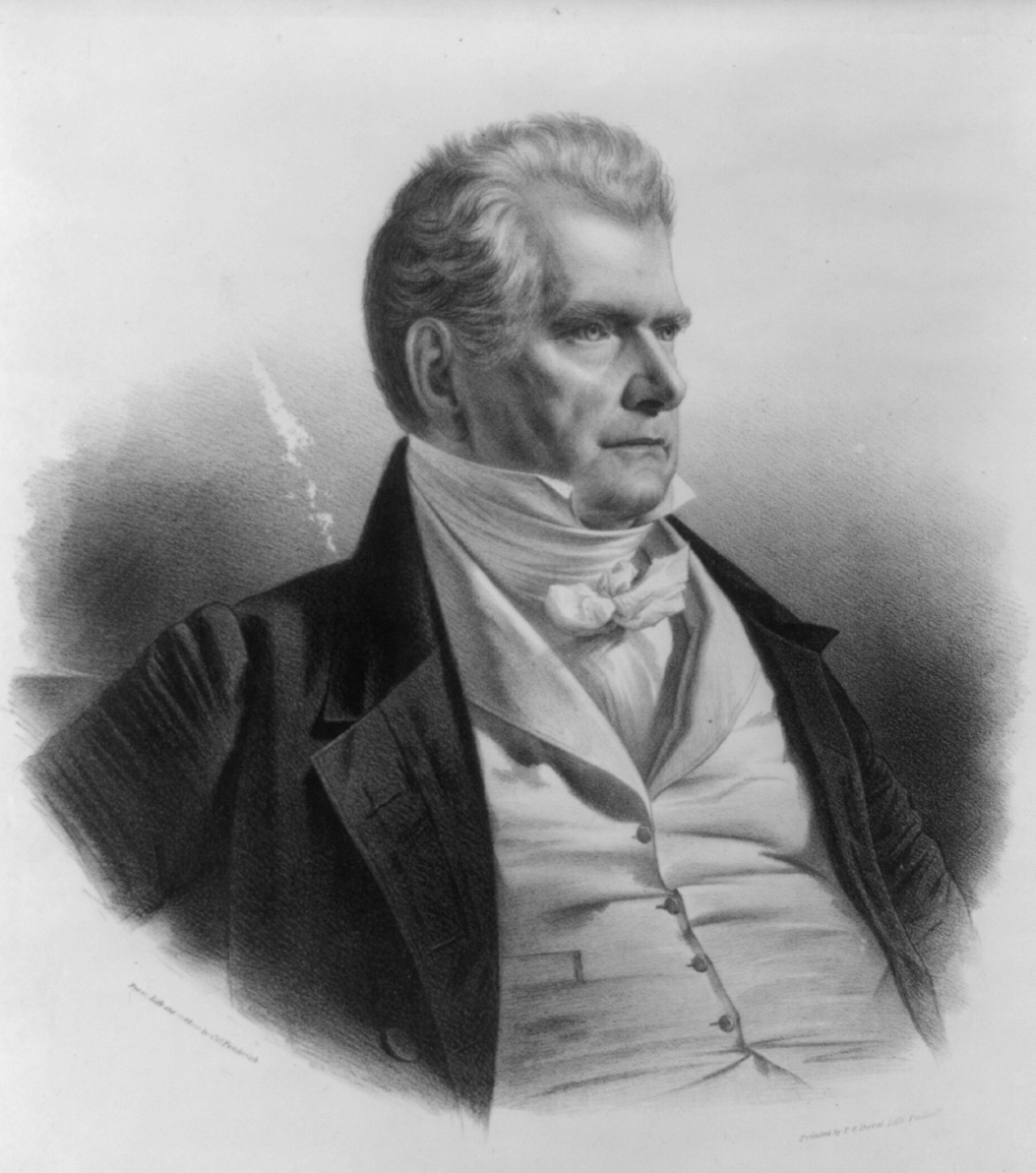
Felix Grundy

Die erste Besiedlung durch Weiße begann bereits um 1800. Der erste durch Dokumente bestätigte Siedler war William Marquis, der 1828 mit einem Planwagen ankam. Die Bildung von Ansiedlungen begann um 1830. Fünf Jahre später begann der erste öffentliche Landverkauf. Am 17. Februar 1841 wurde aus Teilen des La Salle County das Grundy County gebildet. Benannt wurde es nach Felix Grundy, einem Juristen, Politiker, Senator und Justizminister.

## Demografische Daten
Nach der Volkszählung im Jahr 2010 lebten im Grundy County 50.063 Menschen in 17.961 Haushalten. Die Bevölkerungsdichte betrug 46 Einwohner pro Quadratkilometer. In den 17.961 Haushalten lebten statistisch je 2,71 Personen.
Ethnisch betrachtet setzte sich die Bevölkerung zusammen aus 96,2 Prozent Weißen, 1,6 Prozent Afroamerikanern, 0,3 Prozent amerikanischen Ureinwohnern, 0,8 Prozent Asiaten sowie aus anderen ethnischen Gruppen; 1,1 Prozent stammten von zwei oder mehr Ethnien ab. Unabhängig von der ethnischen Zugehörigkeit waren 8,4 Prozent der Bevölkerung spanischer oder lateinamerikanischer Abstammung.
26,8 Prozent der Bevölkerung waren unter 18 Jahre alt, 61,9 Prozent waren zwischen 18 und 64 und 11,3 Prozent waren 65 Jahre oder älter. 50,2 Prozent der Bevölkerung war weiblich.

Das jährliche Durchschnittseinkommen eines Haushalts lag bei 64.297 USD. Das Pro-Kopf-Einkommen betrug 27.895 USD. 6,9 Prozent der Einwohner lebten unterhalb der Armutsgrenze.

## Ortschaften im Grundy County
City
- Morris

Villages
| - Braceville - Carbon Hill - Channahon1 - Coal City1 - Diamond1 | - Dwight4 - East Brooklyn - Gardner - Godley1 - Kinsman | - Mazon - Minooka2 - Seneca3 - South Wilmington - Verona |

Unincorporated Communitys
| - Aux Sable - Central City - Divine - Gorman - Harrisonville | - Langham - Mazonia - Nettle Creek - Paytonville - Sand Ridge | - Saratoga - Stockdale - Wauponsee |

1 – teilweise im Will County

2 – teilweise im Kendall und im Will County

3 – überwiegend im LaSalle County

4 – überwiegend im Livingston County

## Gliederung
Das Grundy County ist in 17 Townships eingeteilt:
| Township            | Einwohner (2010) | FIPS     |
| ------------------- | ---------------- | -------- |
| Aux Sable Township  | 13.061           | 17-03090 |
| Braceville Township | 6.467            | 17-07653 |
| Erienna Township    | 2.217            | 17-24400 |
| Felix Township      | 4.427            | 17-25778 |
| Garfield Township   | 1.586            | 17-28677 |
| Goodfarm Township   | 376              | 17-30432 |
| Goose Lake Township | 1.674            | 17-30549 |
| Greenfield Township | 997              | 17-31381 |
| Highland Township   | 288              | 17-34657 |

| Township              | Einwohner (2010) | FIPS     |
| --------------------- | ---------------- | -------- |
| Maine Township        | 330              | 17-46175 |
| Mazon Township        | 1.487            | 17-47800 |
| Morris Township       | 7.110            | 17-50504 |
| Nettle Creek Township | 503              | 17-52038 |
| Norman Township       | 308              | 17-53286 |
| Saratoga Township     | 6.122            | 17-67678 |
| Vienna Township       | 687              | 17-77850 |
| Wauponsee Township    | 2.423            | 17-79345 |
|                       |                  |          |

|  |